# Кленовик (Болгария)
Кленовик (болг. Кленовик) — село в Болгарии. Находится в Перникской области, входит в общину Радомир. Население составляет 281 человек.

## Политическая ситуация
В местном кметстве Кленовик, в состав которого входит Кленовик, должность кмета (старосты) исполняет Иво Кирилов Борисов (Болгарский земледельческий народный союз (БЗНС)) по результатам выборов правления кметства.
Кмет (мэр) общины Радомир — Красимир Светозаров Борисов (Болгарская социалистическая партия) по результатам выборов в правление общины.